# Tuheljske Toplice
Tuheljske Toplice ist ein Ort in der Gemeinde Tuhelj in der Gespanschaft Krapina-Zagorje in Kroatien, in dem sich ein Thermalbad befindet.
Die Thermalquelle Tuheljske Toplice, auch Therme Tuhelj genannt (Toplice bedeutet in etwa „Bad“ und ist mit dem deutschen Präfix „Bad“ vor dem Ortsnamen vergleichbar) liegt nahe dem Ort Tuhelj, etwa 40 Kilometer von Zagreb in Kroatien.
Die Thermalquelle ist seit der Römerzeit bekannt, ihre Temperatur liegt an der Quelle bei konstant 33 °C. Neben den Thermalquellen ist Tuhelj auch für seine natürlichen Heilschlamm-Vorkommen (Fango) bekannt.